# دوئین هولمز
دوئین هولمز (انگلیسی: Duane Holmes؛ زادهٔ ۶ نوامبر ۱۹۹۴) بازیکن فوتبال اهل ایالات متحده آمریکا است.
از باشگاه‌هایی که در آن بازی کرده‌است می‌توان به باشگاه فوتبال یئوویل تاون، باشگاه فوتبال هادرزفیلد تاون، و باشگاه فوتبال بری اشاره کرد.
وی همچنین در تیم ملی فوتبال ایالات متحده آمریکا بازی کرده‌است.